# Alfredo Balena
Alfredo Balena' (Nápoles, 17 de novembro de 1881 — Belo Horizonte, 23 de dezembro de 1949) foi um farmacêutico, médico e humanista ítalo-brasileiro. Foi um dos fundadores da Faculdade de Medicina da Universidade Federal de Minas Gerais.

## Biografia
Com a idade de dois anos mudou-se para Ouro Preto, onde passou sua meninice e juventude. Aí estudou as primeiras letras e ensaiou os primeiros passos. Seu ideal era a medicina. Porém, como frisa o prof. Oscar Versiani, não pode logo estudar em vista da febre amarela que assolava o Rio de Janeiro. Em Ouro Preto estudou farmácia, diplomando-se em 1901. Amainado o perigo da febre amarela no Rio, foi fazer seu curso médico, tendo-o terminado em 8 de maio de 1907, quando defendeu a tese Preservação da Infância contra a Tuberculose. Em 1908 abriu seu consultório em Belo Horizonte, onde clinicou até a morte.
Alfredo Balena foi médico chefe de serviço da Enfermaria Veiga de Clínica Médica de Mulheres da Santa Casa de Misericórdia de Belo Horizonte por mais de quarenta anos (1908 — 1949). Nesse período, foi também membro do Conselho Médico Consultivo da direção médica da Santa Casa.
Foi fundador, juntamente com outros onze médicos, da Faculdade de Medicina da Universidade Federal de Minas Gerais em 1911, àquela época denominada Faculdade de Medicina de Belo Horizonte. Foi integrante da comissão dos trabalhos para a criação da Universidade Federal de Minas Gerais, criada em 7 de setembro de 1927 com o nome de Universidade de Minas Gerais. Foi diretor da Faculdade de Medicina de Belo Horizonte por quase vinte anos (1927 — 1933, 1935 — 1949), com interrupção forçada de dois anos (março de 1933 a junho de 1935), pois fora obrigado a deixar o cargo, italiano que era de origem, sob a alegação de não ser permitido o exercício de cargos de direção pública a não-brasileiros natos. Nesse período, assumiu a direção o seu vice-diretor, professor Antônio Aleixo (março de 1933 a maio de 1934), catedrático de dermatologia e sifilografia.
Ao ser restabelecida a autonomia da universidade, que fora cassada por Getúlio Vargas, assumiu a direção o professor Olinto Meireles (maio de 1934 a junho de 1935), catedrático de farmacologia. Em 1935, com a nova lei que estabelecia normas para a eleição de diretores e cancelava a exigência anterior que qualquer dirigente fosse brasileiro nato, Olyntho Meirelles "considera terminado o seu mandato". Com a eleição e recondução de Alfredo Balena, Meireles foi escolhido vice-diretor. Foram ainda vice-diretores de Balena, em mandatos seguintes, os professores João de Melo Teixeira e Luís Adelmo Lodi. Em 1946 foi aprovado o plano de obras de construção do novo hospital, o Hospital São Vicente de Paulo, anexo à Faculdade de Medicina, hospital-escola para os estudantes de medicina, hoje chamado Hospital das Clínicas de Belo Horizonte. Durante o mandato de Alfredo Balena ocorreu a federalização da universidade.
Presidiu a Associação Medico-Cirúrgica de Minas Gerais em 1916, de 1921 a 1927 e 1935, e o Sindicato Médico de Minas Gerais. Foi membro do Instituto Histórico de Ouro Preto, membro honorário da Academia Paulista de Medicina, membro honorário da Academia de Ciências Psicoquímicas de Palermo (Sicília), membro correspondente da Sociedade de Medicina e Cirurgia de São Paulo, membro correspondente da Sociedade de Neuriatria e Psychiatria do Rio de Janeiro. Participou do conselho científico da "Revista Médica de Minas" na área de clínica médica, sob a direção científica do prof. Lopes Rodrigues, catedrático de clínica psiquiátrica da Faculdade de Medicina de Minas Gerais e docente da Faculdade de Medicina da Universidade Federal do Rio de Janeiro. É o patrono da cadeira número 57 (medicina interna — clínica médica) da Academia Mineira de Medicina.

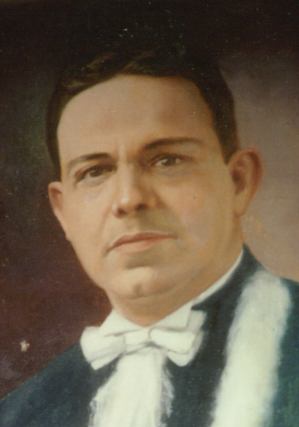
Alfredo Balena
(quadro da Faculdade de Medicina da UFMG).

Na Faculdade de Medicina da UFMG, foi professor de fisiologia, patologia geral, propedêutica médica, neurologia, psiquiatria e catedrático de clínica médica. Era participante da comissão de redação da Revista "Annaes da Faculdade de Medicina da UMG" - 1929 – Ano I (Diretores: Dr. Lopes Guimarães, Dr. Silva de Assis e Dr. J. Kascher); colaborador efetivo da "Revista Mineira de Medicina", órgão oficial da "Associação Médico Cirúrgica de Minas Gerais", da "Associação Mineira dos Farmacêuticos" e da "Sociedade Mineira de Odontologia".
Em 1944, convidou seu amigo e compatriota Luigi Bogliolo, residente àquela época no Rio de Janeiro, onde era professor catedrático de clínica médica da Faculdade de Medicina do Rio de Janeiro para se tornar professor catedrático de anatomia e fisiologia patológica da Faculdade de Medicina da UFMG. Pouco mais de um ano após a chegada de Bogliolo a Belo Horizonte, terminava a Segunda Guerra Mundial.
O espírito liberal e conciliador de Balena poderia ser demonstrado pela citação de diversos episódios, um deles envolvendo o então diretor da Faculdade de Medicina e o então estudante Hélio Pellegrino, formado em 1947. Em seu livro A burrice do demônio, publicado logo após sua morte, o escritor, poeta e psicanalista Hélio Pellegrino cita a seguinte passagem:

"Outro dia, remexendo velhos papéis, encontrei cópia de uma carta por mim endereçada ao professor Alfredo Balena, na época diretor da Faculdade de Medicina da UMG. O documento traz a data de 7 de maio de 1946 e se destina a solicitar, do mestre venerado, ajuda da Escola para a publicação do jornal Geração, órgão da União Estadual dos Estudantes. Tinha eu, naquele tempo, 22 anos e — conforme convém à juventude — nutrida prosápia. Como redator-chefe do jornal, avisava ao professor Balena, 'por dever de lealdade', que as subvenções 'seriam levadas em conta de compreensão e estímulo aos ideais da mocidade, sem que nelas se configurasse qualquer espécie de compromisso'. Além do mais, era dito, na carta, com todas as letras, que o quinzenário da União Estudantil dos Estudantes teria 'nítida tendência socialista', dispondo-se a dizer a verdade duramente, 'na certeza de ser esta a única forma de fidelidade aos interesses do povo e da classe estudantil'.

Veio a subvenção, veio o primeiro número do jornal, com suas duras verdades. Na página de rosto, Wilson Figueiredo, hoje jornalista ilustre, me estrevista a propósito da vida, do amor, da morte — e da política. Tenho guardado esse número inaugural de Geração, salvo por acaso dos roazes ácidos do tempo."

Balena faleceu em 23 de dezembro de 1949, dias após do decreto que federalizava a Universidade de Minas Gerais, outro velho sonho seu, para cuja concretização lutou obstinadamente. Morreu após quatro anos de terrível sofrimento, durante os quais conviveu estoicamente com repetidas crises de angina.
Pela grande proximidade e envolvimento com os alunos da faculdade, foi conferido, após seu falecimento, ao órgão de representação dos alunos o nome de Diretório Acadêmico Alfredo Balena. Entre outras homenagens em reconhecimento aos serviços prestados à terra adotiva, seu nome foi dado à antiga Avenida Mantiqueira, hoje Avenida Alfredo Balena, onde situa a faculdade que ajudou a criar.

## Obras
- "Álbum Médico de Bello Horizonte — História da Santa Casa de Misericórdia de Bello Horizonte", 1912, constante na Biblioteca Pública Luís de Bessa de Belo Horizonte.
- "Anatomia Patológica", oferta do Diretório Acadêmico Alfredo Balena — DAAB à Biblioteca J. Baeta Vianna, em 24 de março de 1969 — diretoria 68/69
- Oscar Caldeira Versiani reuniu seus trabalhos em três volumes intitulados "Obras do Professor Alfredo Balena", constantes da Biblioteca J. Baeta Vianna da Faculdade de Medicina da UFMG.
- Biblioteca de livros de Medicina e Biblioteca de livros de Literatura, doados à Faculdade de Medicina, como consta do seu inventário.

Trabalhos científicos
- These de doutoramento sobre "Preservação da Infância contra a Tuberculose", aprovada com distinção, apresentada na conclusão do Curso de Medicina pela Faculdade Nacional de Medicina do Rio de Janeiro da Universidade do Brasil — 1907.
- "Diagnóstico precoce da Tuberculose Pulmonar", Memória apresentada no VI Congresso de Medicina e Cirurgia — 1911.
- "Bradicardias gripais", Memória apresentada ao VIII Congresso Brasileiro   de Medicina e Cirurgia — 1918.
- "Syndrome de Adams-Stokes post grippaes" em Archivos Brasileiros de Medicina — 1919.
- "Tratamento da Choréa de Sydenham pelas Injecções intra-racheanas de electrargol", Memória apresentada no I Congresso Brasileiro  da  Criança — 1922.
- "Epilepsia Endócrina" em "Jornal dos Clínicos" — 1926.
- "Novo Processo Terapêutico da Coréia de Sydenham" — Leuzinger — 1926 — Rio de Janeiro.
- "Superioridade Intellectual e Desequilibrios Endócrinos", Brasil Médico — 1927;
- "Desordens do Rithmo cardíaco na ancylostomiose", Memória apresentada no X Congresso Brasileiro de Medicina e Cirurgia — 1929.
- "Desordens reflexas do rítmo cardíaco na uncinariose" — 1929.
- "Derrames pleurais nos cardíacos" — 1930.
- "Giardiose Biliar", Brasil Médico — 1934.
- "Estudo Clínico da Giardiose Humana" — Memória apresentada no VI Congresso Médico Pan-Americano — 1935.
- "Esplenomegalia esquisotossomótica" — 1935.
- "Insuficiência cardíaca incipiente" — 1935.
- "A giardiose e sua terapêutica" — 1938 e 1939.
- "Vitamina A e a Resistência a Tuberculose Pulmonar" — 1940.
- "Da Síndrome gastro-cardíaca de Roemheld" — 1946.
- Diversas lições clínicas publicadas em várias revistas de Belo Horizonte e do Rio de Janeiro.